# 馬場嘉市
馬場 嘉市（ばば かいち、1892年6月20日 - 1985年2月14日）は、日本の牧師、伝道者、聖書学者

## 生涯
- 1892年 - 広島県生まれ。
- 1912年 - 河辺貞吉より受洗
- 1919年 - 自由メソヂスト神学校卒業。
- 1926年 - ロサンゼルス日本人教会へ赴任
- 1928年 - 日曜世界社に入社
- 1931年 - 聖書解釈をめぐり、西阪保治とともに自由メソヂスト教会を除名され、1945年まで自由キリスト教会牧師。のち千葉聖書農学園神学部教授
- 1951年 - 聖書改訳委員会主事
- 1959年 - 青山学院大学文学部基督教学科教授
- 1966年 - キリスト教功労者を受賞[1]。
- 1985年 - 死去